# Науель Моліна
Науель Моліна Лусеро (ісп. Nahuel Molina Lucero, нар. 2 грудня 1997, Ембальсе, Аргентина) — аргентинський футболіст, фланговий правий захисник мадридського «Атлетіко» і національної збірної Аргентини.

## Ігрова кар'єра

### Клубна
Науель Моліна є вихованцем аргентинського клубу «Бока Хуніорс». У 2016 році футболіст був включений в заявку команди на чемпіонат і в лютому того року Моліна дебютував у Прімері. Після того для набуття ігрової практики захисника було відправлено в оренду. По одному сезону він провів у клубах «Дефенса і Хустісія», а також «Росаріо Сентраль».
У вересні 2020 року Моліна уклав п'ятирічну угоду з клубом італійської Серії А «Удінезе».
Влітку 2022 року за орієнтовні 20 мільйонів євро перейшов до мадридського «Атлетіко», який шукав заміну англійцю Кірану Тріпп'єру, який повенувся на батьківщину, на правому фланзі захисту.

### Збірна
У 2017 році Науель Моліна брав участь у молодіжній першості Південної Америки, що проходив в Еквадорі.
У червні 2021 року дебютував в офіційних матчах у складі національної збірної Аргентини, відтоді ставши основним правим захисником національної команди.

## Статистика виступів

### Статистика клубних виступів
Станом на 15 серпня 2022
| Сезон                          | Команда                        | Чемпіонат                      | Чемпіонат | Чемпіонат | Національний кубок | Національний кубок | Національний кубок | Континентальні кубки | Континентальні кубки | Континентальні кубки | Інші змагання | Інші змагання | Інші змагання | Усього | Усього |
| Сезон                          | Команда                        | Ліга                           | Ігор      | Голів     | Ліга               | Ігор               | Голів              | Ліга                 | Ігор                 | Голів                | Ліга          | Ігор          | Голів         | Ігор   | Голів  |
| ------------------------------ | ------------------------------ | ------------------------------ | --------- | --------- | ------------------ | ------------------ | ------------------ | -------------------- | -------------------- | -------------------- | ------------- | ------------- | ------------- | ------ | ------ |
| 2016                           | «Бока Хуніорс»                 | ПД                             | 8         | 0         | КА                 | 0                  | 0                  | КЛ                   | 1                    | 0                    | -             | -             | -             | 9      | 0      |
| 2016–17                        | «Бока Хуніорс»                 | ПД                             | 0         | 0         | КА                 | 0                  | 0                  | -                    | -                    | -                    | -             | -             | -             | 0      | 0      |
| 2017- січ.2018                 | «Бока Хуніорс»                 | ПД                             | 0         | 0         | КА                 | 0                  | 0                  | -                    | -                    | -                    | -             | -             | -             | 0      | 0      |
| Усього за «Бока Хуніорс»       | Усього за «Бока Хуніорс»       | Усього за «Бока Хуніорс»       | 8         | 0         |                    | 0                  | 0                  |                      | 1                    | 0                    |               | -             | -             | 9      | 0      |
| січ.-черв. 2018                | «Дефенса і Хустісія»           | ПД                             | 14        | 1         | -                  | -                  | -                  | ПК                   | 7                    | 0                    | -             | -             | -             | 21     | 1      |
| 2018- січ.2019                 | «Дефенса і Хустісія»           | ПД                             | 3         | 0         | КА                 | 1                  | 0                  | -                    | -                    | -                    | -             | -             | -             | 4      | 0      |
| Усього за «Дефенса і Хустісія» | Усього за «Дефенса і Хустісія» | Усього за «Дефенса і Хустісія» | 17        | 1         |                    | 1                  | 0                  |                      | 7                    | 0                    |               | -             | -             | 25     | 1      |
| січ.2019-черв.2019             | «Росаріо Сентраль»             | ПД                             | 6         | 0         | КА+КС+СКА          | 1+1+1              | 0                  | КЛ                   | 6                    | 0                    | -             | -             | -             | 15     | 0      |
| 2019–20                        | «Росаріо Сентраль»             | ПД                             | 16        | 1         | -                  | -                  | -                  | -                    | -                    | -                    | -             | -             | -             | 16     | 1      |
| Усього за «Росаріо Сентраль»   | Усього за «Росаріо Сентраль»   | Усього за «Росаріо Сентраль»   | 22        | 1         |                    | 3                  | 0                  |                      | 6                    | 0                    |               | -             | -             | 31     | 1      |
| 2020–21                        | «Удінезе»                      | A                              | 29        | 2         | КІ                 | 2                  | 0                  | -                    | -                    | -                    | -             | -             | -             | 31     | 2      |
| 2021–22                        | «Удінезе»                      | A                              | 35        | 7         | КІ                 | 2                  | 1                  | -                    | -                    | -                    | -             | -             | -             | 37     | 8      |
| Усього за «Удінезе»            | Усього за «Удінезе»            | Усього за «Удінезе»            | 64        | 9         |                    | 4                  | 1                  |                      |                      |                      |               |               |               | 68     | 10     |
| 2022–23                        | «Атлетіко»                     | ПД                             | 1         | 0         | КІ                 | 0                  | 0                  | ЛЧ                   | 0                    | 0                    | -             | -             | -             | 1      | 0      |
| Усього за кар'єру              | Усього за кар'єру              | Усього за кар'єру              | 112       | 11        |                    | 8                  | 1                  |                      | 14                   | 0                    |               | -             | -             | 134    | 12     |

### Статистика виступів за збірну
Станом на 15 серпня 2022
| Дата       | Місто                | Господарі | Результат               | Гості     | Турнір                          | Голи | Примітки |
| ---------- | -------------------- | --------- | ----------------------- | --------- | ------------------------------- | ---- | -------- |
| 4-6-2021   | Сантьяго-дель-Естеро | Аргентина | 1 – 1                   | Чилі      | Відбір до ЧС 2022               | -    | 81'      |
| 14-6-2021  | Ріо-де-Жанейро       | Аргентина | 1 – 1                   | Чилі      | Копа Америка 2021 - 1-й етап    | -    | 85'      |
| 18-6-2021  | Бразиліа             | Аргентина | 1 – 0                   | Уругвай   | Копа Америка 2021 - 1-й етап    | -    |          |
| 21-6-2021  | Бразиліа             | Аргентина | 1 – 0                   | Парагвай  | Копа Америка 2021 - 1-й етап    | -    |          |
| 3-7-2021   | Гоянія               | Аргентина | 3 – 0                   | Еквадор   | Копа Америка 2021 - чвертьфінал | -    |          |
| 6-7-2021   | Бразиліа             | Аргентина | 1 – 1 д.ч. (3 – 2 п.п.) | Колумбія  | Копа Америка 2021 - півфінал    | -    | 46'      |
| 2-9-2021   | Каракас              | Венесуела | 1 – 3                   | Аргентина | Відбір до ЧС 2022               | -    |          |
| 9-9-2021   | Буенос-Айрес         | Аргентина | 3 – 0                   | Болівія   | Відбір до ЧС 2022               | -    |          |
| 7-10-2021  | Асунсьйон            | Парагвай  | 0 – 0                   | Аргентина | Відбір до ЧС 2022               | -    |          |
| 10-10-2021 | Буенос-Айрес         | Аргентина | 3 – 0                   | Уругвай   | Відбір до ЧС 2022               | -    |          |
| 14-10-2021 | Буенос-Айрес         | Аргентина | 1 – 0                   | Перу      | Відбір до ЧС 2022               | -    |          |
| 12-11-2021 | Монтевідео           | Уругвай   | 0 – 1                   | Аргентина | Відбір до ЧС 2022               | -    |          |
| 16-11-2021 | Сан-Хуан             | Аргентина | 0 – 0                   | Бразилія  | Відбір до ЧС 2022               | -    |          |
| 27-1-2022  | Калама               | Чилі      | 1 – 2                   | Аргентина | Відбір до ЧС 2022               | -    |          |
| 25-3-2022  | Буенос-Айрес         | Аргентина | 3 – 0                   | Венесуела | Відбір до ЧС 2022               | -    |          |
| 1-6-2022   | Лондон               | Аргентина | 3 – 0                   | Італія    | Фіналіссіма 2022                | -    |          |
| 5-6-2022   | Памплона             | Аргентина | 5 – 0                   | Естонія   | товариський матч                | -    | 74'      |
| Усього     |                      | Матчів    | 17                      |           | Голів                           | 0    |          |

## Досягнення
Аргентина
- Переможець Кубка Америки: 2021
- Чемпіон світу: 2022
- Володар Кубка чемпіонів КОНМЕБОЛ–УЄФА: 2022

Бока Хуніорс
- Чемпіон Аргентини: 2016-17

Росаріо Сентраль
- Чемпіон Аргентини: 2019-20